# 美式金屬新浪潮
美国重金属新浪潮（英語：New wave of American heavy metal，缩写为）或称美国金属新浪潮（new wave of American metal）是20世纪90年代中期起源於美國和加拿大的重金屬運動，在2000年後開始盛行。其中一些樂團在80年代後期就已經成立，但當時並沒有影響力，直到十年後形成音樂運動。這名稱是參考自1979年英國重金屬新浪潮。它包含了多種音樂風格，包括另類金屬、蠱戮金屬、工業金屬、新金屬和金屬核。
雖然這名詞常被音樂媒體使用，但其定義尚未明確。因這股浪潮在發展時交錯融合許多相似元素，但仍未與其他風格形成明顯區別，便以這個名詞代稱。英國音樂評論家蓋瑞·夏普揚形容這股浪潮的特色是「結合歐式即興重覆段和喉音歌聲」。其中部分樂團已成功將重金屬音樂重新帶回主流市場。

## 歷史
美式金屬新浪潮起源於90年代後期的一些樂團，像是豹、惡靈古堡樂團、滑結樂團和機械頭樂團，他們將重金屬帶回「原始的殘暴，並以紐約硬核、鞭笞金屬和龐克重新描繪音樂的樣貌」。英國音樂作家喬爾·麥基弗在他的書中《新世代的搖滾和龐克》認為，崆是美式重金屬新浪潮的先鋒，並且也是第一支新金屬樂團。在這之後，較為保守的樂團選擇維持原來所演奏的音樂類型；而其他敢於創新的樂團，採用了重金屬音樂，創造出新的道路。
2005年紀錄片《重金屬之旅》導演山姆·鄧恩發表他的看法：「從本質上來說，美式金屬新浪潮擁有『硬核』的激情攻勢，經常在傳統金屬旋律中展現炫技、精準、技術性高的鞭擊／死亡金屬元素，但是有經過簡化。從歌聲表現上來說，他們圍繞著潘特拉式或死亡金屬那類的咆哮聲線，但又時常會用清腔來唱悅耳的旋律。不只是主唱會變換唱法，有時副唱或和聲都這樣表現」。他舉出魅影魔星、驚異傳奇和上帝羔羊都有這些特徵。
英國音樂評論家蓋瑞·夏普揚在《美式金屬新浪潮》一書中提到：「像是不可知論前線等一些來自金屬核的老團和整個紐約硬核界，再加上將重金屬帶到新境界的豹、惡靈古堡和機械頭，將旋律死亡金屬、情感核和其他音樂交織在一起。」這運動包含了另類金屬、哥德次文化、情感核、硬核龐克、前衛金屬、結構核、旋律死亡金屬、金屬核、新鞭擊金屬和嚎叫情緒核等風格的樂團。

## 知名樂團列表
美式金屬新浪潮的知名樂團：
- 崆[7]
- 末日灰燼（英语：All That Remains）[11]
- 至死方休[3]
- 無極（英语：Atreyu）[12]
- 七級煉獄 [2][3][13]
- 卸甲原神（英语：Becoming the Archetype）[3]
- 惡靈古堡（英语：Biohazard (band)）[2][3][10]
- 活埋（英语：Bury Your Dead）[3]
- 拜占庭（英语：Byzantine (band)）[3][13]
- 火怪（英语：Chimaira）[12][13][14][15]
- 破壞計畫（英语：Damageplan）[3]
- 黑暗時刻（英语：Darkest Hour）[3]
- 狙魔獵人（英语：Demon Hunter）[3]
- 惡靈駛者（英语：DevilDriver）[3]
- 向下沉淪（英语：Down (band)）[3]
- 天神禁令（英语：God Forbid）[16]
- 暴種（英语：Hatebreed）[17]
- 終極殺戮[15][18][19][20][21]
- 上帝羔羊[1][15][20]
- 痛苦人生（英语：Life of Agony）[3][10]
- 活人生祭（英语：Living Sacrifice）[3]
- 機械頭（英语：Machine Head (band)）[2][3][10][12]
- 大隻佬[6][1]
- 污染份子（英语：Poison the Well）[3]
- 魅影魔星（英语：Shadows Fall）[1][15][20][21][22][23]
- 滑結[2][3][10][12]
- 極端儀式（英语：Superjoint Ritual）[3]
- 墮落體制[24]
- 痛苦場面（英语：The Agony Scene）[3]
- 黑色大理花謀殺案（英语：The Black Dahlia Murder）[3]
- 迪林傑逃生計劃（英语：The Dillinger Escape Plan）[3]
- 鮮紅血鍊（英语：The Red Chord）[3]
- 拋棄（英语：Throwdown）[3]
- 混種魔獸[25][26]
- 驚異傳奇（英语：Unearth）[3]
- 戰爭紀元（英语：War of Ages）[3]
- 聯合公園
- 花錢找死
- 斃命水池
- 好萊塢不滅

## 外部連結
- NWOAHM radio on Last FM （页面存档备份，存于）